# Aeroportul Lihue
Aeroportul Lihue (în engleză Lihue Airport; în hawaiiană Kahua Mokulele o Līhuʻe) (IATA: LIH, ICAO: PHLI, FAA LID: LIH) este un aeroport din Comitatul Kauai, Hawaii, Hawaii, Statele Unite ale Americii ce deservește zona Līhuʻe⁠(d). Aeroportul a fost tranzitat în 2023 de 3.706.624 de pasageri. A fost deschis în 1949.
Situat la o altitudine de 47 m, aeroportul dispune de 2 piste. Este operat de Departamentul Transporturilor al Statelor Unite ale Americii⁠(d).

## Infrastructură

### Piste
Aeroportul dispune de 2 piste. Pista 03/21 are suprafața de asfalt și dimensiunile 6.500 picioare × 150 picioare. Pista 17/35 are suprafața de asfalt și dimensiunile 6.500 picioare × 150 picioare. 